# Patrick Bateson
Pour les articles homonymes, voir Bateson.
Paul Patrick Gordon Bateson, né le 31 mars 1938 et mort le 1er août 2017, est un biologiste et écrivain scientifique britannique. 
Il est professeur émérite d'éthologie à l'université de Cambridge et président de la Zoological Society of London à partir de 2004.

## Biographie
Patrick Bateson a obtenu un diplôme de bachelier en zoologie et un doctorat  en comportement animal de l'université de Cambridge. Il reçut une bourse Harkness de l'université Stanford et de dix ans à la tête de la sous-direction de Cambridge Comportement animal. Il a été élu membre distingué de la Royal Society en 1983. Il devient membre honoraire de la Zoological Society of London en 2001. En 2003, Bateson prit sa retraite en tant que secrétaire à la Royal Society de la section biologique après cinq ans et administrateur du King 's College de Cambridge après quinze ans. Il a pris sa retraite de son poste de président de Cambridge en 2005. 
Bateson a publié de nombreux livres et articles sur l'éthologie, le bien-être animal, le développement comportemental et l'évolution. Il donnait des conférences publiques et participait à des émissions.

### Famille
Le généticien William Bateson était un cousin de l'un de ses grands-pères. Sa fille, Melissa Bateson, également professeur d'éthologie à l'université de Newcastle.

## Distinctions
Bateson a été anobli en 2003. Il a reçu un doctorat honoris causa ès sciences de l'université de St Andrews et est devenu membre honoraire de l'université Queen Mary de Londres. 

## Cube de Bateson

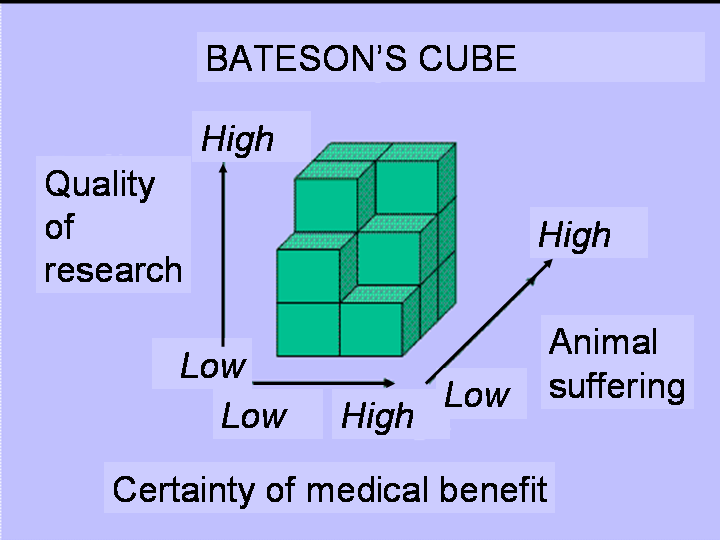
Le cube constitué de ses trois axes : mesure de la souffrance animale, degré de certitude de la qualité de la recherche et bénéfices encourus. Si la recherche est de haute qualité, certaine d'être bénéfique et ne va pas à infliger de souffrances animales alors il tombera dans la section creuse (en haut à l'avant) et indique que cette recherche peut être réalisée ou se poursuivre. Dans le cas contraire, elle ne doit pas être permise ou doit cesser. Pour la plupart des recherches, la décision à prendre sera à débattre.

Le cube de Bateson est un modèle d'analyse coût-bénéfice pour la recherche animale développé par le professeur Patrick Bateson, président de la Zoological Society of London,.
Le cube de Bateson évalue la recherche proposée selon trois critères :
- le degré de souffrance des animaux ;
- la qualité de la recherche ;
- le bénéfice médical potentiel.

Bateson a suggéré que la recherche qui ne répond pas à ces exigences ne devrait pas être approuvée ou effectuée, en conformité avec la loi britannique des procédures scientifiques concernant les animaux de 1986 (Animals (Scientific Procedures) Act). Il ne se veut pas être un modèle formel pour des compromis optimaux, mais plutôt un outil pour des décisions judiciaires. Le troisième critère ne doit pas concerner nécessairement le domaine médical, mais pourrait se rapporter à une forme d'utilité plus large.

## Publications
- Growing Points in Ethology, avec Robert Hinde (1976)
- Mate Choice (1983)
- The Development and Integration of Behaviour (1991)
- Behavioural Mechanisms in Evolutionary Perspective (1992)
- Measuring Behaviour, with Paul Martin (3e édition 2007)
- The Behavioural and Physiological Effects of Culling Red Deer (1997)
- Perspectives in Ethology (series)
- Design For A Life, avec Paul Martin (1999)
- Independent Inquiry into Dog Breeding (2010)
- Review of Research using Non-Human Primates (2011)
- Plasticity, Robustness, Development and Evolution, avec Peter Gluckman (2011)

## Sources
- (en) Cet article est partiellement ou en totalité issu de l’article de Wikipédia en anglais intitulé « Patrick Bateson » (voir la liste des auteurs).

- (en) Cet article est partiellement ou en totalité issu de l’article de Wikipédia en anglais intitulé « Bateson's cube » (voir la liste des auteurs).